# Long Grove (Illinois)
Long Grove é uma vila localizada no estado americano de Illinois, no Condado de Lake.

## Demografia
Segundo o censo americano de 2000, a sua população era de 6735 habitantes.
Em 2006, foi estimada uma população de 8058, um aumento de 1323 (19.6%).

## Geografia
De acordo com o United States Census Bureau tem uma área de
32,2 km², dos quais 31,8 km² cobertos por terra e 0,4 km² cobertos por água.

## Localidades na vizinhança
O diagrama seguinte representa as localidades num raio de 8 km ao redor de Long Grove.